# 阿部正功
阿部正功（日语：／ Abe Masakoto，1860年2月14日—1925年9月11日），日本江戶時代末期大名、明治時代華族。陆奥国棚仓藩第2代藩主。他是白河藩主阿部正耆次男，正室为德大寺公纯之女。忠秋系阿部家17代。棚仓藩知事、从二位子爵。
幼名基之助，是父亲正耆老年所得的儿子，因年幼而未继承家督。庆应4年（1868年）戊辰战争爆发，先代藩主阿部正静因参与旧幕府方面而受处分强制隐居，同年12月14日削减4万石至6万石后继承家督而成为藩主。明治2年（1869年）6月版籍奉还后任藩知事，在人材录用和重建藩校修道馆等藩政改革方面进行努力，明治4年（1871年）7月14日因废藩置县而被免官。
其后成为子爵、麻布一带的大地主和第15银行的大股东。大正14年（1925年）9月11日去世。享年66岁。迎旧佐土原藩主岛津忠亮三男为婿养子，阿部正宽继承家督。
| 阿部正功        |                                             |                 |
| 官衔            |                                             |                 |
| 前任： 阿部正靜 | 棚倉藩藩主 1868年-1871年                    | 廢藩置縣        |
| 貴族爵位和頭銜  |                                             |                 |
| 前任： 島津齊彬 | 忠秋系阿部家第17代當主 1868年-1925年        | 繼任： 阿部正寬 |
| 新頭銜          | （棚倉）阿部家子爵 （第一代） 1884年-1925年 | 繼任： 阿部正寬 |